# Шараканов, Магомед Алиасхабович
Магомед Алиасхабович Шараканов (род. 11 октября 2004, Санкт-Петербург) — российский хоккеист, защитник.

## Биография
Отец родом из Дагестана, был любителем хоккея. Магомед Шараканов с трёх лет стал заниматься в школе петербургского СКА. Играл в школах «Серебряные львы» (2013—2015), «Витязь» Подольск (2015—2017). С 2017 года — в московском «Динамо». С сезона 2021/22 — игрок молодёжной команды «Динамо» в МХЛ. С сезона 2023/23 — игрок фарм-клуба «Динамо» СПб в ВХЛ. 26 ноября 2023 года в гостевом матче с «Динамо» Минск (4:1) дебютировал в КХЛ.
12 июля 2024 был отдан в аренду в «Ладу».